# Màlik Dinar
Màlik Dinar (? - 1195) fou un dels caps oghuz que va aconseguir el poder al Gran Khorasan a la mort del sultà Sanjar (1157). Enfrontat al xa de Coràsmia, va haver d'abandonar el seu domini i es va retirar al Kirman on va saber aprofitar les lluites civils. El 1185/1186 va arribar al país (a Rawar i Khabis), amb 80 homes i es va unir als oghuz locals a Narmashir; els 300 homes enviats des de la capital Bardsir no es van atrevir a lluitar i Màlik Dinar es va establir al districte de Djiruft i es va proclamar sobirà fent pronunciar la khutba al seu nom i encunyant moneda. El juliol o agost de 1186 es va dirigir a Bardsir però com que no hi havia pastures va desistir, però el 1187 hi va tornar. La ciutat es va rendir l'11 de setembre de 1187. Durant dos anys va estendre el seu poder i va reduir els focus de resistència; es va dirigir al sud va ocupar Manudjan, va cobrar tribut (100 dinars) al senyor d'Hormuz i va cobrar impostos al Makran. Un emir de nom Sabik Ali, s'havia fet independent a Bam, però es va sotmetre el 1192. Malik Dinar va morir el 1195 i el va succeir el seu fill Farrukhsiyar que en pocs mesos va dilapidar el tresor acumulat pel seu pare i va morir el 1196 després de demanar ajut al xa de Coràsmia per assentar el seu poder. Els amirs estaven en desacord sobre que fer i els soldats oghuz tornaven a dedicar-se al saqueig. La situació era confosa, no manava ningú i manaven tots.